# Cian O'Callaghan
Cian O'Callaghan (sinh ngày 10 tháng 5 năm 1979) là một chính khách của đảng Dân chủ Xã hội Ireland, người đã từng là một Teachta Dála (TD) cho Dublin Bay North kể từ cuộc tổng tuyển cử năm 2020. Ông đáng chú ý là thị trưởng đồng tính công khai đầu tiên ở Ireland.
Ông là thành viên của Hội đồng Hạt Fingeral từ năm 2009 đến 2020.

## Đầu đời
O'Callaghan đến từ Sutton, Dublin.  Ông tốt nghiệp Thạc sĩ tại University College Dublin (UCD).